# بوتلار
بوتلار (به آلمانی: Buttlar) یک شهر در آلمان است که در تورینگن واقع شده‌است. بوتلار ۱٬۴۱۴ نفر جمعیت دارد.